# Z伝説 〜終わりなき革命〜
「Z伝説 〜終わりなき革命〜」（ゼットでんせつ おわりなきかくめい）は、2011年7月6日に発売された、ももいろクローバーZの4枚目のシングル。
グループ名を「ももいろクローバー」から「ももいろクローバーZ」に改名して初めての作品である。

## 解説
作詞・作曲・編曲：前山田健一
歌詞・動画 - 歌ネット
初披露は2011年3月11日に発生した東日本大震災から約2か月後の5月14日。被災地のZepp Sendaiで行われた入場無料のチャリティー・ライブ『ももいろクローバーZ LIVE at 仙台 強いニッポン、未来へススメ!』にて歌われた。
「頑張れ」だけでなく”ももクロ流”に日本を元気にというテーマで制作された楽曲である。メンバーの有安杏果は「ヘンな曲だけど、私たちなりの応援ソングにもなっているのでそこにも注目してほしいです。すごく元気が出る曲ですから」と述べている。
曲中のZコールは、『マジンガーZ』のテーマソングでおなじみの水木一郎によるものであり、ナレーション部分はグループのライブではオープニング映像でおなじみの立木文彦が担当している。立木が「RED!!!」などと5人のイメージカラーを点呼していき、各メンバーのソロパートが始まるが、前作で脱退した早見あかりが担当していた「BLUE!!!」も呼んでしまい、百田夏菜子の「あ…」というセリフが入る。
東京ジョイポリスのコマーシャルで使われ、グループとして初めてのCMソングとなった。
同日発売となった「D'の純情」と同じく、カップリングやカラオケのトラックがないワンコイン・シングル（500円）で、初回限定など別の版も発売されていない。同年7月10日付オリコンデイリーチャートでは、両曲が1位・2位を獲得した。シングルトラックとしてのゴールド認定を受けている（10万ダウンロード）。

## Z伝説 〜ファンファーレは止まらない〜
作詞・作曲：前山田健一 / 編曲：tatsuo
歌詞 - 歌ネット
有安杏果が卒業した後の4人バージョンとして、全面的に歌詞が書き換えられ、新たなメロディラインが加わっている。『MOMOIRO CLOVER Z BEST ALBUM「桃も十、番茶も出花」』〈初回限定 -モノノフパック-〉のDISC 3に収録。